# 東安路駅
座標: 北緯31度11分33秒 東経121度27分0秒 / 北緯31.19250度 東経121.45000度
東安路駅（とうあんろえき）は中華人民共和国上海市徐匯区に位置する上海軌道交通4号線と7号線の駅である。

## 利用可能な鉄道路線
上海地下鉄
■4号線
■7号線

## 駅構造

### 4号線
- 島式ホーム1面2線の地下駅。開業当初からホームドア設置。

| 4号線ホーム (B3F) | ←4号線 外回り 西蔵南路方面   |
| 4号線ホーム (B3F) | 島式ホーム                   |
| 4号線ホーム (B3F) | 4号線 内回り 上海体育館方面→ |

| 4号線ホーム |

### 7号線
- 島式ホーム1面2線の地下駅。開業当初からホームドア設置。

| 7号線ホーム (B4F) | ←7号線 上海大学方面 |
| 7号線ホーム (B4F) | 島式ホーム          |
| 7号線ホーム (B4F) | 7号線 花木路方面→   |

| 7号線ホーム |

## 駅周辺
- 零陵路
- 東安路

## 歴史
- 2005年12月31日 - 4号線開業。
- 2009年12月5日 - 7号線開業。

## 隣の駅
上海軌道交通
■4号線
大木橋路駅 - 東安路駅 - 上海体育場駅
■7号線
肇嘉浜路駅 - 東安路駅 - 龍華中路駅